# Sobór św. Aleksandra Newskiego w Kobryniu
Sobór św. Aleksandra Newskiego (biał. Царква Св. Аляксандра Неўскага) – świątynia prawosławna znajdująca się w Kobryniu przy ulicy Lenina, konkatedra eparchii brzeskiej i kobryńskiej.
Sobór jest budynkiem wzniesionym w stylu późnego klasycyzmu – powstał w latach 1864–1868 na grobach żołnierzy rosyjskich poległych w bitwie z wojskami francuskimi 15 lipca 1812. Jednym z celów jego budowy było również upamiętnienie zniesienia pańszczyzny na Polesiu. Cerkiew zbudowano ze środków skonfiskowanych polskiej szlachcie i arystokracji, która poparła powstanie styczniowe na Białorusi.
Sobór wzniesiono na planie krzyża, w narożach między ramionami korpusu umieszczono czworoboczne dobudowy.